# Cyperaceae
Cyperaceae (траве оштрице и шиљеви) је фамилија монокотиледоних скривеносеменица из реда Poales. Обухвата 98 родова са око 4350 врста.

## Изабрани родови
- -{Becca
- Blysmus
- Bolboschoenus
- Carex
- Cladium
- Cyperus
- Desmoschoenus
- Eleocharis
- Eleogiton
- Elyna
- Eriophorum
- Fimbristylis
- Fuirena
- Isolepis
- Kobresia
- Lepidosperma
- Lipocarpha
- Pycreus
- Rhynchospora
- Schoenoplectus
- Schoenus
- Scirpoides
- Scirpus
- Trichophorum}-